# 伯爾拉鄉
44°25′N 24°46′E / 44.417°N 24.767°E
伯爾拉鄉（羅馬尼亞語：Comuna Bârla, Argeș），是羅馬尼亞的鄉份，位於該國中南部，由阿爾傑什縣負責管轄，面積106平方公里，海拔高度171米，2009年人口5,504，人口密度每平方公里52人。